# Гёц, Фалько
Фалько Гёц (нем. Falko Götz; род. 26 марта 1962, Родевиш, Фогтланд) — немецкий футболист, тренер.

## Карьера игрока

### Начало
Фалько Гёц родился в городе Родевиш в ГДР. Карьеру футболиста начал в берлинском клубе «Виктория», где играл до 1971 года, когда получил приглашение в молодёжную команду берлинского «Динамо». В основе главного клуба ГДР Гёц дебютировал в 1979 году. Играл за «Динамо» 4 года, до 1983. Сыграл 40 игр, забил 12 голов. Выиграл три Оберлиги ГДР, в эти годы «Динамо» доминировало на внутренней арене.

### Дисквалификация
В ноябре 1983 года перед матчем на Кубок чемпионов против белградского «Партизана» Гёц сбежал из расположения команды, получил визу в югославском посольстве и уехал в ФРГ вместе с партнёром Дирком Шлегелем. ФИФА посчитала это нарушением Регламента и отстранила Гёца на один год от футбольной деятельности, однако разрешив остаться в расположении леверкузенского «Байера».

### Дальнейшая карьера
Гёц дебютировал за «фармацевтов» в 1984 году, сыграл 115 игр, забил 26 голов. Помог клубу выиграть Кубок УЕФА в сезоне 1987/88, таким образом став первым, а впоследствии и единственным футболистом из ГДР, побеждавшем в данном турнире. В финале в серии пенальти был обыгран барселонский «Эспаньол». В 1988 году Гёц перешёл в «Кёльн». И хотя он по-прежнему был игроком основы (127 матчей, 20 голов) добиться трофеев с «козлами» он не смог.
В 1992 году Гёц принял предложение турецкого гранда «Галатасарая» и переехал в Стамбул. Он дважды выиграл Суперлигу Турции (1992/93 и 1993/94) и один раз Кубок Турции (1992/93).

### Завершение игровой карьеры
Гёц доигрывал в двух клубах — «Саарбрюккене» и берлинской «Герте», где начал карьеру тренера в 1997 году.

## Карьера тренера

### Работа в Германии
В отличие от игровой карьеры, карьера Гёца-тренера не была такой успешной. Он три года руководил резервом «Герты». Под его руководством резервисты «старой дамы» выиграли Оберлигу Норд в сезоне 1998/99. В 2002 исполнял обязанности тренера главной команды после увольнения Юргена Рёбера.
В 2003 году возглавил «львов» из Мюнхена — клуб «Мюнхен 1860». Работа закончилась вылетом из Бундеслиги с 17-го места и увольнением Гёца в 2004 году.
В 2004 году Гёц вернулся в родную «Герту». В это время клуб находился в Бундеслиге и показывал неплохую игру, в двух первых сезонах работы Гёца клуб занял соответственно 4 и 6 места. Дальше были два десятых места. Гёц был уволен из «Герты» 10 апреля 2007 года, последним его матчем стала, по-видимому, ничья с билефельдской «Арминией» 1:1 4 апреля 2007 года.
В 2008 году Гёц возглавил скромный клуб с севера Германии — «Хольштайн Киль». С «аистами» Гёц выиграл Северную Региональлигу и поднял клуб в Третью Бундеслигу. Гёц покинул клуб из Киля в сентябре 2009 года, а клуб по итогам сезона вылетел обратно в региональную лигу.

### сборная Вьетнама
С 2009 года Гёц находился без работы, пока ему не предложили возглавить сборную Вьетнама. Контракт был подписан в мае 2011 сроком на два года. Гёц возглавит основную и молодёжную сборную Вьетнама.

## Достижения

### Как игрок
- Чемпион ГДР: 1981, 1982, 1983
- Кубок УЕФА 1988
- Чемпион Турции: 1992/93, 1993/94
- Обладатель Кубка Турции: 1993

### Как тренер
- Оберлига Норд: 1999
- Региональлига Норд: 2009